# Giuseppe Lippi
Giuseppe Lippi (ur. 15 kwietnia 1904 we Florencji, zm. 18 maja 1978 tamże) – włoski lekkoatleta, długodystansowiec, dwukrotny olimpijczyk.

## Życiorys
Zajął 7. miejsce w biegu na 3000 metrów z przeszkodami na igrzyskach olimpijskich w 1932 w Los Angeles. Na kolejnych igrzyskach olimpijskich w 1936 w Berlinie odpadł w eliminacjach tej konkurencji.
Zajął 7. miejsce w biegu na 10 000 metrów na mistrzostwach Europy w 1938 w Paryżu.
Był mistrzem Włoch w biegu na 5000 metrów w 1932, w biegu na 10 000 metrów w 1938 i 1939, w biegu na 3000 metrów z przeszkodami w 1933, 1935, 1936, 1940 i 1948, w sztafecie 4 × 400 metrów w 1932, w sztafecie 4 × 800 metrów w 1930, w sztafecie 4 × 1500 metrów w 1930 i 1931, w sztafecie 3 × 3000 metrów w 1930 i 1931, w sztafecie 3 × 5000 metrów w 1934 oraz w biegu przełajowym w latach 1925, 1927–1930, 1937 i 1938.
Dwukrotnie poprawiał rekord Włoch w biegu na 5000 metrów do czasu 15,11,8, uzyskanego 2 listopada 1930 we Florencji i raz w biegu na 10 000 metrów z rezultatem 31:24,2 (22 listopada 1930 w Bolonii).
Rekordy życiowe: 
- bieg na 5000 metrów – 15,11,8 (2 listopada 1930, Florencja)
- bieg na 10 000 metrów – 31:24,2 (22 listopada 1930, Bolonia)
- bieg na 3000 metrów z przeszkodami – 9:32,0 (26 czerwca 1932, Florencja)